# International Association of Music Libraries, Archives and Documentation Centres
Die International Association of Music Libraries, Archives and Music Documentation Centres (Abkürzung IAML, auch Association Internationale des Bibliothèques, Archives et Centres de Documentation Musicaux (Abkürzung, veraltet: AIBM) bzw. Internationale Vereinigung der Musikbibliotheken, Musikarchive und Musikdokumentationszentren (Abkürzung, veraltet: IVMB)) ist eine 1951 in Paris gegründete dreisprachig geführte Organisation, deren Mitglieder hauptsächlich aus Bibliotheken mit Musikabteilungen, Musikhochschulbibliotheken, Rundfunk- und Orchesterarchive, Universitätsinstitute, Musikdokumentationsstellen sowie Musikverlage und Musikalienhändler bestehen. Die Organisation soll die Aktivitäten der Mitglieder fördern und die Zusammenarbeit auf internationaler Ebene organisieren.

## Geschichte
Die IAML wurde 1951 in Paris in Abstimmung mit der International Federation of Library Associations and Institutions (IFLA) gegründet und sie ist bei der UNESCO als internationaler Verband eingetragen. Daher gibt es bei der IFLA keine Musik-Sektion; die IAML ist aber dort mit Verbindungspersonen z. B. für Katalogisierungsfragen vertreten. Zwei dem Gründungsjahr vorhergehende Konferenzen in Florenz 1949 und Lüneburg 1950, an denen etwa 60 Musikbibliothekare und Musikwissenschaftler aus zwölf Ländern teilnahmen, bereiteten die zukünftigen Aufgaben der Vereinigung vor. Dabei spielten Vertreter aus Belgien, Deutschland, England, Frankreich, Italien und der Schweiz eine wichtige Rolle für die zukünftige Entwicklung der Vereinigung. 1952 hatte die Vereinigung 224 Mitglieder in 20 Ländern.

## Mitglieder
Mitglieder sind überwiegend Institutionen, so etwa öffentliche und wissenschaftliche Bibliotheken mit Musikabteilungen, Musikhochschulbibliotheken, Rundfunk- und Orchesterarchive, Universitätsinstitute, Forschungseinrichtungen, Musikdokumentationsstellen sowie Musikverlage und Musikalienhändler. Entsprechend ist die Vereinigung in Fachgruppen, Kommissionen und Arbeitsgruppen gegliedert, die auf den jährlich in einem anderen Land stattfindenden Konferenzen ihre Sitzungen abhalten. Der Anteil der Privatpersonen, überwiegend Musikbibliothekare und Musikwissenschaftler, ist in den Mitgliedsländern unterschiedlich hoch. Mit steigender Mitgliederzahl wurden nach und nach Ländergruppen gegründet, deren organisatorischer Rahmen jeweils durch die internationale Satzung und Geschäftsordnung der Vereinigung bis heute vorgegeben ist.
Die Vereinigung hat knapp 1900 Mitglieder in 53 Ländern, davon kommen die meisten aus Europa und Nordamerika, aber auch aus Japan, Australien und Neuseeland. Derzeit gibt es 22 Ländergruppen, wovon die USA mit 247 Mitgliedern an der Spitze steht, gefolgt von Deutschland mit 221, Spanien mit 184 und Italien mit 171 Mitgliedern auf internationaler Ebene. Weitere Mitglieder kommen aus den Ländern der ehemaligen Sowjetunion, aus Asien, Afrika und Lateinamerika.

## Mitgliedschaften
Die Vereinigung ist Mitglied in der IFLA, im International Council on Archives (ICA), beim European Bureau of Library, Information and Documentation Associations (EBLIDA) und im International Music Council (IMC). Die International Association of Sound Archives (IASA) und die International Association of Music Information Centres (IAMIC) waren ursprünglich von der Vereinigung als deren Fachgruppen gegründet worden. Beide haben sich aber Anfang der 1990er Jahre verselbständigt. Gleichwohl finden gelegentlich gemeinsame Konferenzen statt.

## Zweck
Ziel der Vereinigung ist es, die Aktivitäten der Mitglieder zu fördern sowie die Zusammenarbeit auf internationaler Ebene zu stärken und zu organisieren, dies vor allem auf dem Gebiet der Musikbibliographie und der Musikdokumentation. Weiterhin soll die kulturelle Bedeutung von Musikbibliotheken in den Vordergrund gestellt werden. Des Weiteren soll die Arbeit an international gültigen Standards vertieft und kommuniziert werden.
Außerdem spielt der internationalen Fernleihverkehr eine große Rolle.
Weitere Themen sind die berufliche Aus- und Fortbildung und die Bestandserhaltung. Die Vereinigung war im Rahmen der IFLA an der Ausarbeitung der ISBD-PM und NBM (International Standard Bibliographic Description – Printed Music und – Nonbook Material) beteiligt. In Zusammenarbeit mit der ISO hat die Vereinigung aktiv an der Gründung und Entwicklung der ISMN (International Standard Music Number) mitgewirkt und sie arbeitet bei anderen Standards wie dem ISWC (International Standard Musical Work Code) mit.

## Projekte und Publikationen
Gemeinsam mit der IMS (International Musicological Society) fördert und koordiniert die Vereinigung die folgenden, sogenannten 4R-Projekte.
- RISM (Répertoire International des Sources Musicales) weist Quellen zur Musik nach, Musikdrucke bis 1800, Musikhandschriften ab 1600, Quellen zur Musiktheorie, arabische, griechische, hebräische, persische Quellen.
- RILM (Répertoire International de Littérature Musicale) weist ab 1967 Musikschrifttum nach, Monographien und Aufsätze, oft mit Abstracts.
- RIdIM (Répertoire International d’Iconographie Musicale) dokumentiert seit 1971 visuelle musikbezogene Materialien, vornehmlich in der bildenden Kunst.
- RIPM (Répertoire International de la Presse Musicale) weist seit 1988 musikbezogene Artikel und Illustrationen aus unselbständiger Musikliteratur des 18. bis 20. Jahrhunderts nach.

Diese vier Projekte haben ihre jeweiligen Zentralen in Frankfurt am Main, New York, Paris und Parma. Nationale Zentralen arbeiten diesen internationalen Zentralen zu, wo die Daten redaktionell bearbeitet werden. Diese liegen in gedruckter Form oder als CD-ROM vor. Der Zugang über das Internet ist in einigen Fällen vorgesehen.
Weiterhin betreut die Vereinigung zusammen mit der IMS Publikationen wie die Reprint- und Faksimilereihe „Documenta Musicologica“.
Als Informationsblatt für die Mitglieder der Vereinigung erschien 1952 und 1953 das „Bulletin d’information“ und seit 1954 die Zeitschrift „Fontes Artis Musicae“ mit Beiträgen aus der Arbeit der Vereinigung, Anzeigen von Neuerscheinungen und Rezensionen in einer der drei offiziellen Sprachen, oft mit zusätzlichen Abstracts in mindestens einer der beiden anderen Sprachen. Während bis Mitte der 1980er Jahre bei den internationalen Konferenzen noch Deutsch und Französisch gesprochen wurde, hat sich inzwischen Englisch als Konferenzsprache durchgesetzt.

## Vorstand, Gremien
Die Vereinigung wird geleitet von einem Vorstand, bestehend aus dem Präsidenten, vier Vizepräsidenten (mit bestimmten Aufgaben), dem Generalsekretär, dem Schatzmeister und dem Past-Präsidenten. Die Fachgruppen und Kommissionen werden von Vorsitzenden, Stellvertretenden Vorsitzenden und einem Sekretär geleitet, die für bestimmte Vorhaben auf Zeit eingerichteten Arbeitsgruppen nur von einem Vorsitzenden. Alle Funktionsträger werden für drei Jahre gewählt. Das Publications-Committee, das Constitutions-Committee und das Copyright-Committee sowie weitere Gremien unterstützen die Arbeit des Vorstands auf den genannten Gebieten.
Ein wichtiges Entscheidungsgremium der Vereinigung ist der Council, dem außer dem Vorstand und den Vorsitzenden der Fachgruppen und Kommissionen die Präsidenten der Ländergruppen und die Repräsentanten aus Ländern ohne Ländergruppen angehören. Es sind jedoch auch interessierte Gäste als Beobachter ohne Stimmrecht zugelassen.
Auf internationaler Ebene wirkten deutsche Vertreter von Anfang an am Aufbau der Vereinigung mit. 1952 fand die erste Tagung auf nationaler Ebene in Mainz statt. Damals hatte die deutsche Ländergruppe 32 Mitglieder. Ab 1955 begannen Institutionen der DDR, der Vereinigung beizutreten und beim RISM und RILM mitzuarbeiten 1959 wurde eine eigene Ländergruppe DDR mit 24 Mitgliedern gegründet; sie verwendete an Stelle der französischen Abkürzung AIBM ab etwa 1962 die deutsche Variante IVMB. Zurzeit sind folgende Kollegen aus dem DACH-Raum in IAML-Gremien vertreten: Jürgen Diet (Vice President), Stefan Engl (Vice President), Ruprecht Langer (Chair Research Libraries Section).

## Kongresse
Jedes Jahr im Sommer findet an wechselnden Orten eine einwöchige Tagung statt; seit 1991 in Prag, Frankfurt am Main, Helsinki, Ottawa, Helsingör, Perugia, Genève, San Sebastian, Wellington/NZ, Edinburgh, Périgueux, Berkeley/CA, Tallinn, Oslo, Warschau, Göteborg, Sydney. Die Teilnehmerzahlen liegen hier bei 270 bis 300 Teilnehmern. Vergangene Konferenzorte sind Neapel (2008), Amsterdam (2009), Moskau (2010), Dublin (2011), Montreal (2012), Wien (2013), Antwerpen (2014), New York (2015), Rom (2016), Riga (2017), Leipzig (2018), Krakau (2019), Online als virtuelle Konferenz (2020, 2021), Prag (2022), Cambridge (2023), Stellenbosch (2024) und die nächste findet 2025 in Salzburg statt.
Bisher haben in Deutschland folgende internationale Konferenzen stattgefunden: 1949 Lüneburg, 1957 Kassel, 1970 Leipzig, 1977 Mainz, 1985 Berlin (Ost), 1992 Frankfurt am Main und 2018 Leipzig.

## Ländergruppe Deutschland
In der Bundesrepublik Deutschland wurde die Vereinigung lange Zeit als nicht eingetragener Verein geführt; sie verwendete bis 2017 die französische Abkürzung AIBM. Seitdem wird in Deutschland die Abkürzung IAML-Deutschland geführt.
Erst Anfang 1992 wurde die Vereinigung als Verein eingetragen und ihm die Gemeinnützigkeit zuerkannt.
Zum Jahresende 1990 löste sich die ehemalige IVMB-Ländergruppe DDR aus administrativen Gründen auf; ihre damaligen Mitglieder traten überwiegend der AIBM-Gruppe Bundesrepublik Deutschland bei. Es gab sogar einige neue Mitglieder, die früher nicht Mitglied in der IVMB-Ländergruppe DDR gewesen waren. In Absprache mit dem zuletzt amtierenden Vorstand der IVMB-Ländergruppe DDR wurde der Vorstand der AIBM-Gruppe Bundesrepublik Deutschland um die Position eines Vizepräsidenten erweitert, in die 1991 ein Vorstandsmitglied der früheren IVMB-Ländergruppe DDR gewählt wurde.
Seit 1991 fanden nationale Tagungen statt in Berlin, Frankfurt am Main, Erlangen, Düsseldorf, Karlsruhe, Weimar, Coburg, Aachen, Dresden, Leipzig, Essen, Halle/Saale, Rostock, Hannover, München, Stuttgart, Freiburg, Bremen, Dresden und Hamburg. Die Tagung 2000 in Leipzig wurde, wie schon 1996 in Weimar, zusammen mit der IASA-Ländergruppe Deutschland/Deutschschweiz durchgeführt. Die Teilnehmerzahl liegt bei 120 bis 150 Teilnehmenden. Weitere Tagungsorte waren Frankfurt am Main (2012) und Berlin (2013), Nürnberg (2014), Stuttgart (2015), Detmold (2016), Münster (2017), Leipzig (2018), Augsburg (2019), Bonn (2020), Oldenburg (2021, online), Düsseldorf (2022), Lübeck (2023) sowie 2024 Frankfurt am Main. Die nächste Tagung findet im September 2025 in Dresden statt.
Die Zeitschrift der IAML Ländergruppe Bundesrepublik Deutschland e. V. ist „Forum Musikbibliothek“. Sie erscheint seit 2012 dreimal jährlich im Ortus Musikverlag Krüger & Schwinger.